# 소음순

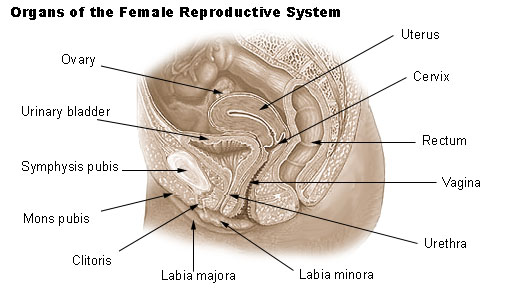
여성 생식기의 기관

소음순(小陰脣, labia minora)은 여성 외성기의 일부로, 대음순의 안쪽에 있는 피부이다. 색깔과 크기, 모양은 개인에 따라 모두 다르다. 음모는 나지 않는다. 소음순은 클리토리스, 요도구, 전정, 질을 보호하고 있다.

## 같이 보기
- 음순
- 대음순